# Stélvia Pascoal
Stélvia de Jesus Pascoal, född 20 oktober 2002, är en angolansk handbollsspelare som spelar för franska Saint-Amand och Angolas landslag.

## Klubbkarriär
Pascoal spelade handboll för Petro de Luanda i hemlandet Angola. I september 2022 skrev hon på för franska Metz HB. Pascoal värvades som ersättare till skadade Ćamila Mičijević och användes främst i försvarsspelet. Med Metz blev hon både fransk mästare och fransk cupvinnare 2023. Därefter gick Pascoal till Saint-Amand.

## Landslagskarriär
Pascoal har representerat Angolas landslag vid OS 2020, VM 2021, VM 2023 och OS 2024. Hon har även varit en del av landslaget som tagit guld vid afrikanska mästerskapet 2021, 2022 och 2024.